# El afecto del rey
El afecto del rey (en hangul, 연모; romanización revisada, Yeonmo), es una serie de televisión surcoreana transmitida del 11 de octubre de 2021 hasta el 14 de diciembre de 2021 a través del canal KBS2. La serie está disponible para transmitir en Netflix en regiones seleccionadas.
La serie está basada en el manhwa Yeonmo de Lee So-young, que establece el nacimiento del protagonista en 1461.

## Sinopsis
La esposa del Príncipe Heredero dio a luz a gemelos, debido a que los gemelos son considerados un signo abominable, se decide que matarán a la hija gemela. Su madre suplica y salva la vida de su hija, por lo que la gemela en secreto es enviada fuera del palacio.
Unos años más tarde cuando Lee Hwi, el hermano gemelo es asesinado, su madre oculta su muerte y trae a su hija de regreso al palacio a quien hace pasar por hombre y la cría como si fuera el Príncipe Lee Hwi.
Años más tarde, Lee Hwi (quien en realidad es su hermana) ahora es el príncipe heredero, pero comienza a temer que se revele su verdadera identidad. Las cosas empeoran cuando Jung Ji-woon un joven atractivo, inteligente y optimista que proviene de una familia noble se convierte en su maestro.
Debido a su secreto, no puede tener a nadie cerca de ella, oculta sus emociones de los demás y hace comentarios afilados, sin embargo mientras pasa más tiempo con Ji-woon, comienza a enamorarse de él. Por lo que mientras lucha por ocultar su verdadera identidad también tendrá que mantener sus sentimientos al margen. Sin embargo, ambos se enamoran. Y luego que el príncipe sube al trono, tendrán que superar los conflictos políticos y del corazón, ante la verdad: El rey es una mujer.

## Reparto

### Personajes principales
- Park Eun-bin como Lee Dam-yi / Lee Hwi / Yeon Sun.[10][11][12]
  - Choi Myung-bin como Dam-yi de pequeña.
- Rowoon como Jung Ji-woon, el encantador y brillante maestro del príncipe heredero Hwi. Está enamorado de Dam-yi.[13][14][15]
  - Ko Woo-rim como Ji-woon de pequeño.
- Nam Yoon-soo como Lee Hyun, el príncipe Jaeun, el primo del príncipe Hwi. Sabe sobre la verdadera identidad de Dam-yi, de quien está enamorado.[16]
  - Choi Ro-woon como Hyun de joven (Ep. 1-2, 5).
- Choi Byung-chan como Kim Ga-on / Kang Eun-seo, el fiel y confiable guardaespaldas de Hwi.[17]
  - Ok Chan-yoo como Ga-on de pequeño (Ep. 9, 13).
- Bae Yoon-kyung como Shin So-eun, la hija única del Ministro de Personal. Está enamorada de Ji-woon.[18][19]
- Jung Chae-yeon como Noh Ha-kyung, la esposa del príncipe heredero.[20]

### Personajes secundarios

#### Personas cercanas a Hwi (Dam-yi)
- Baek Hyun-joo como la dama de la corte Kim.[21]
- Ko Kyu-pil como Hong Bok-dong / Nae-kwan , un eunuco.[22]
  - Kim Geon como Bok-dong de joven (Ep. 1-2, 18).
- Kim Jae-cheol como Yoon Hyung-seol, un guerrero y el guardia del Rey Hyejong.
- Kim In-kwon como Yang Moon-soo, el maestro de Hwi en el instituto real.
- Noh Sang-bo como Park Beom-doo, un miembro del instituto real.
- Kim Min-seok como Choi Man-dal, un miembro del instituto real.

#### Personas cercanas a Ji-woon
- Park Eun-hye como la Sra Kim, la madre de Ji-woon y esposa de Jung Seok-jo. Una mujer hermosa, sabia, benevolente y cariñosa, que proviene de una familia prestigiosa.[23]
- Bae Soo-bin como Jung Seok-jo, el padre de Ji-woon, un inspector quien siempre mantiene la serenidad y la frialdad.[24]
- Jang Se-hyun como Bang Jil-geum, un empleado de Samgaebang.
- Lee Soo-min como Bang Young-ji, una empleada de Samgaebang.
- Heo Jung-min como Koo Byul-gam, un guardia del palacio.

#### Familia real
- Yoon Je-moon como Han Ki-jae, lord Sangheon, el abuelo materno de Hwi.[25]
- Lee Il-hwa como la gran reina viuda, la abuela del Príncipe heredero Hwi.
- Lee Pil-mo como Lee Ye-jong, rey Hyejong, el padre de Hwi.
- Kim Seo-ha como el Príncipe Changwoon, el tío de Hwi.
- Nam Kyung-eup como el rey (Ep. 1-2).
- Han Chae-ah como la Reina Jangsun, la madre del Príncipe Hwi e hija de Lord Sangheon, así como la princesa Heredera del clan Han (Ep. 1-2, 5).
- Son Yeo-eun como la reina, la segunda esposa del Rey Hyejong, madre del Gran Príncipe Jehyun y madrastra de Hwi.
- Kim Taek como el príncipe Wonsan, el hermano mayor de Hyun y primo del Príncipe heredero Hwi.
  - Kim Joon-ho como Wonsan de joven (Ep. 2).
- Cha Sung-jae como el Gran Príncipe Jehyun, el hijo de la Reina y el medio hermano del Príncipe Hwi.
- Sung Nam como el Príncipe Changcheon.

#### Miembros del Palacio real
- Jung Jae-sung como Noh Hak-soo, un miembro de la corte real y el padre de Noh Ha-kyung.[26]
- Park Won-sang como Shin Young-soo, un miembro de la corte real y el padre de Shin So-eun.[27]
- Son Jong-hak como Lord Changchun, un miembro de la corte real.
- Ma Si-hwan como el capitán de la guardia.
- Cho Jae-wan como Ik-sun, el preceptor real (Ep. 1).
- Kim Jung-soo como el consejero en jefe del Estado (Ep. 1).
- Choi Kyo-shik como un médico real (Ep. 1).
- Uhm Ji-man como un oficial real (Ep. 1).
- Kim Wang-yong como un alguacil (Ep. 1).
- Shin Min-soo como un eunuco (Ep. 2).
- Min Sang-woo como un guardia (Ep. 3).
- Choi Nam-wook como un tutor real (Ep. 3).

#### Sirvientes de la corte
- Kim Si-eun como Lee Wol, una joven asistente de la corte (Ep. 1-2).
- Kim Se-bin como una asistente de la corte (Ep. 2).
- Lee Ha-joo como una asistente de la corte (Ep. 3)
- Shin Bi como una asistente de la corte (Ep. 2-3).
- Hwang Soon-jung como una asistente de la corte (Ep. 5).
- Han Sung-yeon como Yoon Gong, una dama de la corte (Ep. 9, 15-18, 20).[28]

### Otros personajes
- Jo Sung-kyu como el asistente del Príncipe Changwoon.
- Lee Seo-hwan como el Viceministro de Ritos de Ming (Ep. 2, 7).
- Kim Hye-won como una mujer Joseon en Ming (Ep. 2).
- Lee Ja-kyung como una mujer arrojando agua (Ep. 4).
- Uhm Tae-ok como un lord borracho (Ep. 4).
- Kim Eun-min como la concubina real del Emperador Ming nacida en Joseon.
  - Yoon Seo-yeon como la concubina de joven (Ep. 7-8).
- Jung Joon como un pequeño eunuco (Ep. 5).
- Kang Du-hyun como un pequeño eunuco (Ep. 5).
- Lee Kyung-oh como el señor Choi, como una persona de licenciatura literaria (Ep. 6-7).
- Kim Sung-yong como un noble (Ep. 6-7).
- Im Chul-hyung como un funcionario de la prisión (Ep. 6, 11).
- Jang Eui Don como un recolector de hierbas (Ep. 7)
- Seo Jin-won como el padre de la concubina real (Ep. 8).
- Bae Sung-il como un comerciante de arte (Ep. 8).
- Gong Jin-seo como Jan-yi, la criada de Shin So-eun (Ep. 9, 11).
- Jo Si-yeon como una joven en el bote (Ep. 12).
- Jung Chung-gu como un médico (Ep. 13).
- Ki Hwan como un tutor real (Ep. 14).
- Lee Sung-il como un funcionario del gobierno (Ep. 14).
- Kook Joong-woong como un médico (Ep. 14).
- Kim Na-in como un médico (Ep. 16).
- Cha Sang-mi como una vendedora de hierba (Ep. 17).
- Kim Mi-ra como una dama de la corte del Rey (Ep. 17).
- Ahn Chan-woong como un soldado de Jeong Seok-jo (Ep. 17).
- Ji Sung-geun como un vendedor de hierbas (Ep. 17-18).
- Sung Hyun-mi como una organizadora de bodas (Ep. 17-19).
- Kim Nak-kyun como un soldado de Han Ki-jae, (Ep. 18-19).
- Uhm Hye-soo como una clienta (Ep. 20).
- Lee Si-young como una clienta (Ep. 20).
- Choi Ri-ho como un miembro de la fiscalía de Saheonbu.

### Apariciones especiales
- Han Chae-ah como la Reina Jang-sun, la madre del Príncipe Lee Hwi e hija de Lord Sangheon, así como la Princesa Heredera del clan Han (Ep. 1-2, 5).
- Park Ki-woong como Tae Gam, un eunuco jefe y enviado de la dinastía Ming (Ep. 7-8).
  - Kim Do-won como Tae Gam de joven (Ep. 7-8).
- Son Yeo-eun como la Reina, la segunda esposa del Rey Hyejong, madre del Gran Príncipe Jehyeon y madrastra de Lee Hwi.
- Kim Ki-doo como el jefe de la oficina de Astrología real (Ep. 14).

## Episodios
La serie conformada por veinte episodios, fueron emitidos todos los lunes y martes a las 21:30 Huso horario de Corea (KST) durante 20 episodios a través de la KBS2 del 11 de octubre al 14 de diciembre de 2021.

### Índice de audiencia
Los números en color rojo indican las calificaciones más bajas, mientras que los números en azul indican las calificaciones más altas.
| Episodio | Fecha                   | Participación promedio de audiencia | Participación promedio de audiencia | Participación promedio de audiencia |
| Episodio | Fecha                   | AGB Nielsen                         | AGB Nielsen                         | TNmS                                |
| Episodio | Fecha                   | Nacional                            | Seúl                                | Nacional                            |
| -------- | ----------------------- | ----------------------------------- | ----------------------------------- | ----------------------------------- |
| 1        | 11 de octubre de 2021   | 6.2% (12.ª)                         | 6.2% (10.ª)                         | 6.8% (10.ª)                         |
| 2        | 12 de octubre de 2021   | 6.7% (9.ª)                          | 5.9% (9.ª)                          | 6.7% (10.ª)                         |
| 3        | 18 de octubre de 2021   | 6.5% (11.ª)                         | 6.4% (9.ª)                          | 6.5% (12.ª)                         |
| 4        | 19 de octubre de 2021   | 5.9% (13.ª)                         | 5.6% (12.ª)                         | 6.2% (12.ª)                         |
| 5        | 25 de octubre de 2021   | 5.7%(13.ª)                          | 4.9% (16.ª)                         | 5.6% (13.ª)                         |
| 6        | 26 de octubre de 2021   | 5.5% (14.ª)                         | 4.8% (16.ª)                         | 5.9% (14.ª)                         |
| 7        | 1 de noviembre de 2021  | 7.0% (9.ª)                          | 6.3% (10.ª)                         | 7.2% (8.ª)                          |
| 8        | 2 de noviembre de 2021  | 7.6% (6.ª)                          | 7.2% (6.ª)                          | 7.1% (9.ª)                          |
| 9        | 8 de noviembre de 2021  | 7.8% (8.ª)                          | 7.8% (7.ª)                          | 6.8% (11.ª)                         |
| 10       | 9 de noviembre de 2021  | 7.2% (7.ª)                          | 7.0% (7.ª)                          | 6.5% (11.ª)                         |
| 11       | 15 de noviembre de 2021 | 7.1% (10.ª)                         | 6.4% (12.ª)                         | 6.7% (9.ª)                          |
| 12       | 16 de noviembre de 2021 | 8.8% (4.ª)                          | 8.7% (4.ª)                          | 7.3% (9.ª)                          |
| 13       | 22 de noviembre de 2021 | 10.0% (4.ª)                         | 9.4% (4.ª)                          | 8.5% (8.ª)                          |
| 14       | 23 de noviembre de 2021 | 9.6% (4.ª)                          | 8.7% (4.ª)                          | 9.3% (6.ª)                          |
| 15       | 29 de noviembre de 2021 | 9.9% (4.ª)                          | 9.4% (4.ª)                          | 8.4% (7.ª)                          |
| 16       | 30 de noviembre de 2021 | 8.8% (7.ª)                          | 8.1% (6.ª)                          | 7.7% (9.ª)                          |
| 17       | 6 de diciembre de 2021  | 8.4% (7.ª)                          | 8.0% (6.ª)                          | 7.4% (8.ª)                          |
| 18       | 7 de diciembre de 2021  | 9.4% (4.ª)                          | 8.4% (3.ª)                          | N/A                                 |
| 19       | 13 de diciembre de 2021 | 9.3% (5.ª)                          | 8.8% (4.ª)                          | 7.8% (8.ª)                          |
| 20       | 14 de diciembre de 2021 | 12.1% (3.ª)                         | 11.4% (2.ª)                         | 10.3% (4.ª)                         |
| Promedio | Promedio                | 7.98%                               | 7.47%                               | 7.3%                                |

## Banda sonora
El OST de la serie está conformado por las siguientes canciones:

### Parte 1
| No. | Intérpretes        | Canción                       | Letra        | Música              | Duración |
| --- | ------------------ | ----------------------------- | ------------ | ------------------- | -------- |
| 1   | Super Junior-K.R.Y | "Shadow of You" (그림자 사랑) | Han Seong-ho | Lee Hyun-seung y TM | 3:51     |
| 2   |                    | "Shadow of You" (Inst.)       | -            | Lee Hyun-seung y TM | 3:51     |

### Parte 2
| No. | Intérprete | Canción                 | Letra        | Música                                                                                | Duración |
| --- | ---------- | ----------------------- | ------------ | ------------------------------------------------------------------------------------- | -------- |
| 1   | LYn        | "One and Only" (알아요) | Han Seong-ho | Park Geun-tae, Kang Eun-kyung, Kim Do-hoon (de RBW), Lee Hyun-seung y Hwang Tae-young | 4:10     |
| 2   |            | "One and Only" (Inst.)  | -            | Park Geun-tae, Kang Eun-kyung, Kim Do-hoon (de RBW), Lee Hyun-seung y Hwang Tae-young | 4:10     |

### Parte 3
| No. | Intérprete    | Canción        | Letra | Música | Duración |
| --- | ------------- | -------------- | ----- | ------ | -------- |
| 1   | Baek Ji-young | "If I"         | VIP   | VIP    | 3:41     |
| 2   |               | "If I" (Inst.) | -     | VIP    | 3:41     |

### Parte 4
| No. | Intérprete | Canción             | Letra                                                   | Música                                                     | Duración |
| --- | ---------- | ------------------- | ------------------------------------------------------- | ---------------------------------------------------------- | -------- |
| 1   | An Da-eun  | "I Believe"         | Han Seung-hoon, Kim Chang-rak y Kim Soo-bin (de Aiming) | Han Seung-hoon, Kim Chang-rak, Im Soo-hyuk y Kang Min-hoon | 3:46     |
| 2   |            | "I Believe" (Inst.) | -                                                       | Han Seung-hoon, Kim Chang-rak, Im Soo-hyuk y Kang Min-hoon | 3:46     |

### Parte 5
| No. | Intérpretes | Canción                             | Letra        | Música                                             | Duración |
| --- | ----------- | ----------------------------------- | ------------ | -------------------------------------------------- | -------- |
| 1   | Vromance    | "Hide and Seek" (숨바꼭질)          | Han Seong-ho | Han Seong-ho, Park Soo-seok, Seo Ji-eun y Moon Kim | 3:39     |
| 2   |             | "Hide and Seek" (숨바꼭질)" (Inst.) | -            | Han Seong-ho, Park Soo-seok, Seo Ji-eun y Moon Kim | 3:39     |

### Parte 6
| No. | Intérpretes                | Canción                 | Letra                 | Música              | Duración |
| --- | -------------------------- | ----------------------- | --------------------- | ------------------- | -------- |
| 1   | Haeyoon (de Cherry Bullet) | "Full of You" (티가 나) | Han Seong-ho y Jxxdxn | Lee Hyun-seung y TM | 3:16     |
| 2   | Vromance                   | "Full of You" (티가 나) | Han Seong-ho y Jxxdxn | Lee Hyun-seung y TM | 3:15     |
| 3   | Haeyoon (de Cherry Bullet) | "Full of You" (Inst.)   | -                     | Lee Hyun-seung y TM | 3:16     |
| 4   | Vromance                   | "Full of You" (Inst.)   | -                     | Lee Hyun-seung y TM | 3:15     |

### Parte 7
| No. | Intérprete | Canción                      | Letra                               | Música      | Duración |
| --- | ---------- | ---------------------------- | ----------------------------------- | ----------- | -------- |
| 1   | Rowoon     | "No Goodbye In Love" (안녕)  | Han Seong-ho y Kim Do-hoon (de RBW) | Kim Do-hoon | 3:16     |
| 2   |            | "No Goodbye In Love" (Inst.) | -                                   | Kim Do-hoon | 3:16     |

## Premios y nominaciones
| Año  | Categoría                                           | Premio                        | Nominado(a)           | Resultado |
| ---- | --------------------------------------------------- | ----------------------------- | --------------------- | --------- |
| 2022 | Best Telenovela                                     | 50th Internacional Emmy Award | The King’s Affection  | Ganó      |
| 2021 | Mejor actriz                                        | 58th Baeksang Arts Award      | Park Eun-bin          | Nominada  |
| 2021 | Top Excellence Award, Actress (junto a Kim So-hyun) | Premios KBS Drama             | Park Eun-bin          | Ganaron   |
| 2021 | Premio a la excelencia, actriz en miniserie         | Premios KBS Drama             | Park Eun-bin          | Nominada  |
| 2021 | Mejor actor revelación                              | Premios KBS Drama             | Rowoon                | Nominado  |
| 2021 | Mejor actor revelación                              | Premios KBS Drama             | Nam Yoon-soo          | Nominado  |
| 2021 | Mejor actriz revelación                             | Premios KBS Drama             | Jung Chae-yeon        | Nominada  |
| 2021 | Best Young Actor                                    | Premios KBS Drama             | Ko Woo-rim            | Nominado  |
| 2021 | Mejor actriz infantil                               | Premios KBS Drama             | Choi Myung-bin        | Ganó      |
| 2021 | Mejor pareja Award                                  | Premios KBS Drama             | Park Eun-bin y Rowoon | Ganaron   |
| 2021 | Popularity Award, Actor                             | Premios KBS Drama             | Rowoon                | Ganó      |
| 2021 | Popularity Award, Actress (junto a Kim So-hyun)     | Premios KBS Drama             | Park Eun-bin          | Ganó      |
| 2020 | The 10 Best Korean Dramas of 2021 (6to. lugar)      | NME                           | The King's Affection  | Ganó      |

## Producción
La serie está adaptada del manhwa "Yeonmo" de Lee So-young, publicado del 2011 al 2014 por Daewon C.I. Fue dirigida por Song Hyun-wook, escrita por Han Hee-jung y producida por Ahn Chang-hyeon, Hwang Ui-kyung y Baek Sung-min, con el apoyo de los productores ejecutivos Yoon Jae-hyuk, Han Hye-yeon, Song Min-joo y Park Chun-ho.
El 28 de julio de 2021 se anunció que como medida de prevención y siguiendo las indicaciones del gobierno, las filmaciones de la serie se detendrían hasta nuevo aviso, después de que un extra de la serie diera positivo para COVID-19. Poco después, los actores y miembros del equipo de producción se realizaron pruebas, las cuales regresaron con resultados negativos para la enfermedad.
El 6 de agosto del mismo año se anunció que las filmaciones de ese día habían sido canceladas, ya que un día antes, el 5 de agosto a las 9:10 p. m. KST, se había iniciado un incidente mientras filmaban en la Aldea Popular Coreana en Yongin, provincia de Gyeonggi, el cual había sido extinguido en 20 minutos por los bomberos. También anunciaron que mientras intentaban apagar el incendio un miembro del staff había sufrido quemaduras por lo que había recibido tratamiento.
La conferencia de prensa en línea fue realizada el 8 de octubre de 2021.

### Recepción
El 16 de octubre de 2021, Good Data Corporation compartió su nueva clasificación de los dramas y miembros del elenco que generaron más revuelo durante la semana. Las listas se compilaron a partir del análisis de artículos de noticias, publicaciones de blogs, comunidades en línea, videos y publicaciones en redes sociales sobre 18 dramas que están actualmente al aire o que saldrán al aire próximamente. La serie obtuvo el número 6 en la lista de dramas.
El 23 de octubre del mismo año, Good Data Corporation compartió su nueva clasificación de los dramas y miembros del elenco que generaron más revuelo durante la semana. Las listas se compilaron a partir del análisis de artículos de noticias, publicaciones de blogs, comunidades en línea, videos y publicaciones en redes sociales sobre los dramas que están actualmente al aire o que saldrán al aire próximamente. La serie obtuvo el puesto número 2 en la lista de dramas, más comentados de la semana.
El 30 de octubre de 2021, Good Data Corporation compartió su nueva clasificación de los dramas y miembros del elenco que generaron más revuelo durante la semana. Las listas se compilaron a partir del análisis de artículos de noticias, publicaciones de blogs, comunidades en línea, videos y publicaciones en redes sociales sobre los dramas que están actualmente al aire o que saldrán al aire próximamente. La serie obtuvo el puesto número 2 en la lista de dramas, más comentados de la semana. Mientras que los actores Park Eun-bin y Rowoon ocuparon los puestos 2 y 6 respectivamente dentro de los diez miembros del elenco más comentados de la semana.
El 2 de noviembre de 2021, Good Data Corporation compartió su nueva clasificación de los dramas y miembros del elenco que generaron más revuelo durante la semana. Las listas se compilaron a partir del análisis de artículos de noticias, publicaciones de blogs, comunidades en línea, videos y publicaciones en redes sociales sobre los dramas que están actualmente al aire o que saldrán al aire próximamente. La serie obtuvo el puesto número 3 dentro de la lista de dramas, más comentados de la semana. Mientras que los actores Park Eun-bin y Rowoon ocuparon los puestos 4 y 6 respectivamente dentro de los diez miembros del elenco más comentados de la semana.
El 10 de noviembre de 2021, Good Data Corporation compartió su nueva clasificación de los dramas y miembros del elenco que generaron más revuelo durante la semana. Las listas se compilaron a partir del análisis de artículos de noticias, publicaciones de blogs, comunidades en línea, videos y publicaciones en redes sociales sobre los dramas que están actualmente al aire o que saldrán al aire próximamente. Antes de su estreno, la serie obtuvo el puesto número 2 en la lista de dramas, más comentados de la semana. Mientras que los actores Park Eun-bin y Rowoon ocuparon los puestos 2 y 4 respectivamente dentro de los diez miembros del elenco más comentados de la semana.
El 16 de noviembre de 2021, Good Data Corporation compartió su nueva clasificación de los dramas y miembros del elenco que generaron más revuelo durante la semana. Las listas se compilaron a partir del análisis de artículos de noticias, publicaciones de blogs, comunidades en línea, videos y publicaciones en redes sociales sobre los dramas que están actualmente al aire o que saldrán al aire próximamente. Antes de su estreno, la serie obtuvo el puesto número 3 en la lista de dramas, más comentados de la semana. Mientras que los actores Park Eun-bin y Rowoon ocuparon los puestos 3 y 6 respectivamente dentro de los diez miembros del elenco más comentados de la semana.
El 23 de noviembre de 2021, Good Data Corporation compartió su nueva clasificación de los dramas y miembros del elenco que generaron más revuelo durante la semana. Las listas se compilaron a partir del análisis de artículos de noticias, publicaciones de blogs, comunidades en línea, videos y publicaciones en redes sociales sobre los dramas que están actualmente al aire o que saldrán al aire próximamente. Antes de su estreno, la serie obtuvo el puesto número 2 en la lista de dramas, más comentados de la semana. Mientras que los actores Park Eun-bin y Rowoon ocuparon los puestos 2 y 6 respectivamente dentro de los diez miembros del elenco más comentados de la semana.
El 30 de noviembre de 2021, Good Data Corporation compartió su nueva clasificación de los dramas y miembros del elenco que generaron más revuelo durante la semana. Las listas se compilaron a partir del análisis de artículos de noticias, publicaciones de blogs, comunidades en línea, videos y publicaciones en redes sociales sobre los dramas que están actualmente al aire o que saldrán al aire próximamente. Antes de su estreno, la serie obtuvo nuevamente el puesto número 2 en la lista de dramas, más comentados de la semana. Mientras que los actores Park Eun-bin y Rowoon ocuparon los puestos 4 y 7 respectivamente dentro de los diez miembros del elenco más comentados de la semana.
El 7 de diciembre de 2021, Good Data Corporation compartió su nueva clasificación de los dramas y miembros del elenco que generaron más revuelo durante la semana. Las listas se compilaron a partir del análisis de artículos de noticias, publicaciones de blogs, comunidades en línea, videos y publicaciones en redes sociales sobre los dramas que están actualmente al aire o que saldrán al aire próximamente. La serie obtuvo el puesto número 3 en la lista de dramas, más comentados de la semana. Mientras que la actriz Park Eun-bin ocupó el puesto número 8 dentro de los diez miembros del elenco más comentados de la semana.
El 14 de diciembre de 2021, Good Data Corporation compartió su nueva clasificación de los dramas y miembros del elenco que generaron más revuelo durante la semana. Las listas se compilaron a partir del análisis de artículos de noticias, publicaciones de blogs, comunidades en línea, videos y publicaciones en redes sociales sobre los dramas que están actualmente al aire o que saldrán al aire próximamente. La serie ocupó nuevamente el puesto número 3 en la lista de dramas, más comentados de la semana. Mientras que la actriz Park Eun-bin ocupó el puesto número 2 dentro de los diez miembros del elenco más comentados de la semana.
El 22 de diciembre de 2021, Good Data Corporation compartió su nueva clasificación de los dramas y miembros del elenco que generaron más revuelo durante la semana. Las listas se compilaron a partir del análisis de artículos de noticias, publicaciones de blogs, comunidades en línea, videos y publicaciones en redes sociales sobre los dramas que están actualmente al aire o que saldrán al aire próximamente. La serie obtuvo el puesto número 2 en la lista de dramas, más comentados de la semana. Mientras que la actriz Park Eun-bin ocupó el puesto número 6 dentro de los diez miembros del elenco más comentados de la semana.